# Chaetodon robustus
Chaetodon robustus är en fiskart som beskrevs av Günther, 1860. Chaetodon robustus ingår i släktet Chaetodon och familjen Chaetodontidae. IUCN kategoriserar arten globalt som livskraftig. Inga underarter finns listade i Catalogue of Life.